# اروین نایبور
اروین نایبور (هلندی: Erwin Nijboer؛ زادهٔ ۲ ژوئن ۱۹۶۴) دوچرخه‌سوار اهل هلند است.